# Caverna Bruniquel
A caverna de Bruniquel é um sítio arqueológico perto de Bruniquel, em uma área que tem muitos sítios paleolíticos, a leste de Montauban, no sudoeste da França. Estruturas anulares (anel) e de acumulação (pilha) feitas de estalagmites quebradas foram encontradas a 336 metros da entrada da caverna. Também foram encontrados vestígios de fogo. As construções foram datadas de cerca de 176.000 anos atrás.
Em uma carta à Nature relatando a descoberta em 2016, Jacques Jaubert e seus coautores afirmam que as estruturas são de origem antropogênica, e como os neandertais primitivos eram os únicos humanos na área naquela época, eles devem ter sido os construtores, uma conclusão que é aceita por Chris Stringer do Museu de História Natural em Londres.
A descoberta mostra que os primeiros neandertais eram capazes de construir estruturas mais elaboradas do que se imaginava anteriormente, e que eles tinham uma organização social mais complexa do que se pensava anteriormente. A moderna cultura aurignaciana humana, mais de 100.000 anos depois, não é conhecida por ter produzido construções em cavernas.

## Descoberta
A Caverna Bruniquel foi fechada naturalmente durante o Pleistoceno, e ninguém entrou nela até cavarem através da entrada colapsada em 1990. Um estudo foi feito nas estruturas no início da década de 1990, e um osso queimado foi datado de carbono como tendo 47.600 anos (o carbono-14 não era mais detectável, indicando assim ser mais antigo), mas a pesquisa parou após a morte do arqueólogo líder François Rouzaud, e não ficou claro se as estruturas poderiam ser atribuídas aos neandertais. Em 2013, Jacques Jaubert e seus colegas decidiram estudar e datar as estruturas; eles publicaram uma carta delineando os resultados de sua pesquisa na Nature em 2016.

## As construções

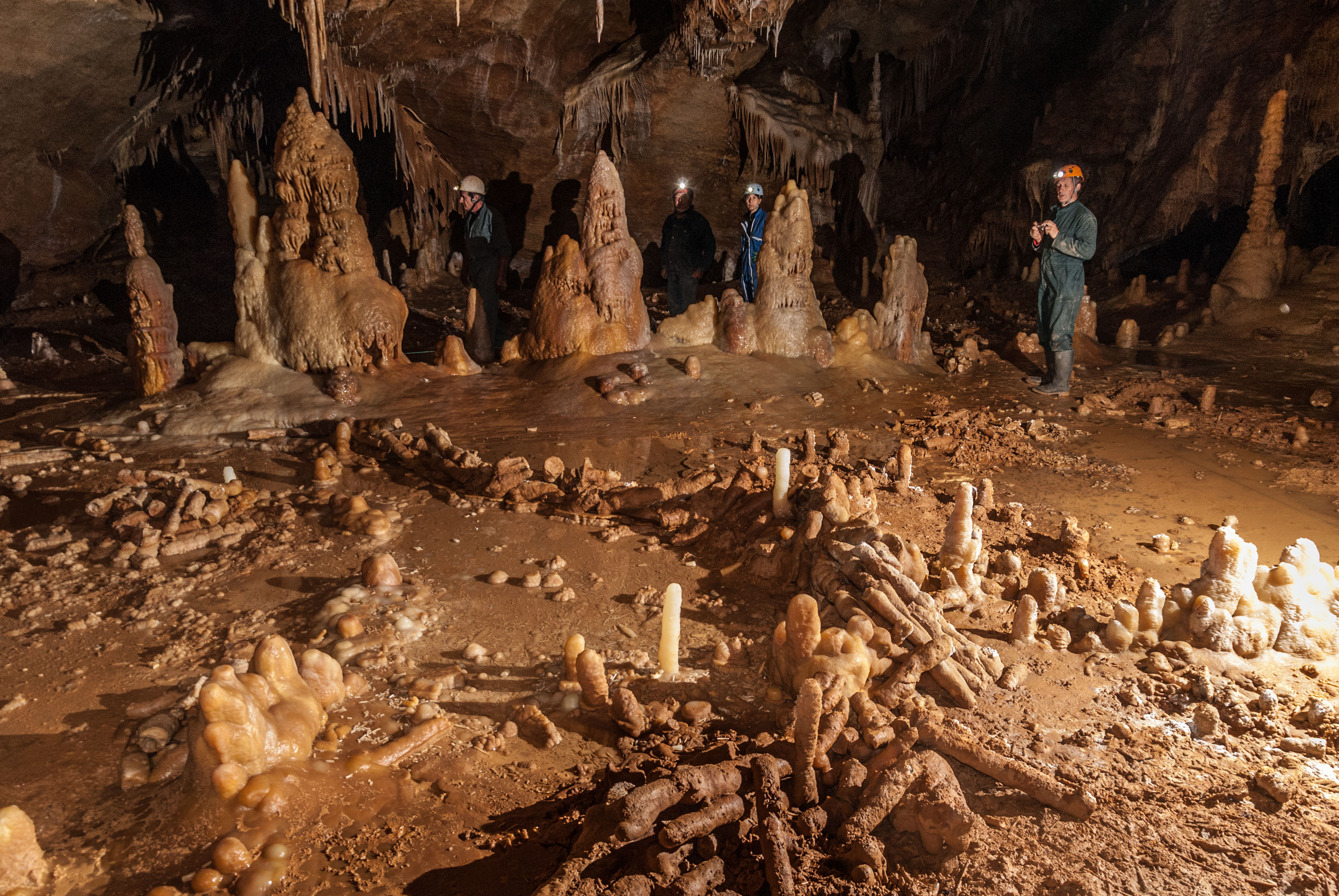
Estrutura construída por neandertais na caverna Bruniquel 176.500 anos atrás.

As estruturas artificiais de anéis feitas de estalagmites quebradas foram datadas por séries de urânio datando de 176,5 mil anos atrás, com 95,5% de probabilidade). Existem duas estruturas anulares, uma de 6,7 por 4,5 metros (eixos maiores/menores), e as outras 2,2 por 2,1 metros (eixos maiores/menores de elipse), compostas de uma a quatro camadas alinhadas de estalagmites, com algumas pequenas peças colocadas dentro das camadas para apoiá-las. Algumas estalagmites foram colocadas verticalmente contra os anéis, possivelmente como reforço. Há também quatro pilhas de estalagmites entre 0,55 e 2,60 metros de diâmetro, duas das quais estavam dentro do grande anel e duas fora dele. Foram utilizadas cerca de 400 peças de estalagmite (chamadas de "espeleófatos" pelos pesquisadores, com um comprimento total de 112,4 metros e peso de cerca de 2,2 toneladas.[carece de fontes?]
Muito poucos dos estalagmites são inteiros, com metade sendo do meio, excluindo a raiz e a ponta. Todas as seis estruturas mostram sinais de fogo, com 57 avermelhados e 66 peças enevadas. Material orgânico queimado também foi encontrado, incluindo um osso de 6,7 cm de um urso ou herbívoro grande. As peças de estalagmite são bem calibradas, com um comprimento médio de 34,4 cm para o anel grande e 29,5 cm para o pequeno, o que na visão de Jaubert e colegas sugere fortemente a construção intencional. Nenhuma outra evidência foi encontrada de atividade humana.

## Interpretação
As construções foram feitas durante o período frio MIS6, mas os fluxos de calcita na superfície do anel principal são semelhantes em idade às estruturas, mostrando que, apesar das condições geralmente glaciais, o clima era então quente e úmido o suficiente para permitir a deposição de calcita. Os pesquisadores sugerem que as construções podem datar de uma fase quente no período frio. No entanto, Chris Stringer sugere que a caverna pode ter fornecido um refúgio temporário das condições do Ártico, e evidências de ocupação podem ser encontradas sob sedimentos não escavados.
O karst profundo é um ambiente difícil, e antes da descoberta de Bruniquel, construções neandertais em cavernas além da distância exposta à luz do dia, e assim exigindo iluminação artificial, eram completamente desconhecidas. Mesmo em cavernas visitadas por humanos modernos durante o Alto Paleolítico, não há casos comprovados de construções. Stringer observa que: "essa descoberta fornece evidências claras de que os neandertais tinham capacidades totalmente humanas no planejamento e na construção de estruturas de 'pedra". Não se sabe se as estruturas foram construídas como parte de um ritual ou se tinham uma função simbólica, mas na visão de Jaubert e seus colegas:
A atribuição das construções bruniquel aos neandertais primitivos é sem precedentes de duas maneiras. Primeiro, revela a apropriação de um espaço karst profundo (incluindo a iluminação) por uma espécie humana pré-moderna. Em segundo lugar, trata-se de construções elaboradas que nunca foram relatadas antes, feitas com centenas de estalagmites parcialmente calibradas e quebradas (speleofacts) que parecem ter sido deliberadamente movidas e colocadas em suas localidades atuais, juntamente com a presença de várias zonas intencionalmente aquecidas. Nossos resultados sugerem, portanto, que o grupo neandertal responsável por essas construções tinha um nível de organização social mais complexo do que se pensava anteriormente para esta espécie hominídua.